# هاشم رضی
هاشم رضی (۲۶ تیر ۱۳۱۳ – ۱۸ بهمن ۱۴۰۰) ایران‌شناس، پژوهشگر، نویسنده و مترجم ایرانی بود. او بیش از ۲۰ کتاب تألیفی در مورد ایران‌شناسی، آیین زرتشت، ادیان جهان و روان‌شناسی داشت.
هاشم رضی‌زاده متولد ۲۶ تیر ۱۳۱۳ خورشیدی در تهران بود. دوران تحصیل را در تهران گذراند. به سفارش محمدتقی مصطفوی به پدربزرگش، زبان فرانسه را آموخت. سپس به آموختن زبان انگلیسی و زبان آلمانی پرداخت. به کتاب‌های باستان‌شناسی و دین زرتشت و نیچه علاقه‌مند بود. ازسوی مدیر کتابفروشی طهوری با محمد مکری آشنا شد و از کتابخانه ارزشمند او بهره برد.
از کتاب‌هایی که در آغاز نوشت، «پنج آیین بزرگ جهان» بود. سپس «وندیداد» را از روی متن اصلی ترجمه کرد و برای آشنایی با واژه‌های اوستایی و سانسکریت، نزد جلالی نائینی به آموختن زبان‌های باستانی پرداخت.
با تنی چند از ایران‌شناسان زمان خود رفت‌وآمد داشت، ازجمله محمدجواد مشکور و رحیم عفیفی و ماهیار نوابی. به توصیه مهرداد بهار کتاب «آیین پررمزوراز میترایی» اثر فرانتس کومن را ترجمه کرد که در دو جلد از سوی انتشارات بهجت منتشر شده بود.

### تألیف
- آیین مهر (۲ جلد)
- دانشنامه ایران باستان ۱۳۸۰
- تاریخ ادیان (۲۵ جلد). تهران. ۱۳۴۳ (۶ جلد)
- ادیان بزرگ جهان. فروهر. ۱۳۶۰
- گنجینه اوستا: گاثاها، یسنا، یشت‌ها، ویسپرد و خرده اوستا
- تاریخ مطالعات دین‌های ایرانی
- مدعیات نبوت و مهدویت
- خودآموز خط و زبان اوستایی
- دستور زبان اوستایی
- فارسی باستان
- حکمت خسروانی: سیر تطبیقی فلسفه و حکمت و عرفان در ایران باستان از زرتشت تا سهروردی و استمرار آن
- آیین مغان: آموزه‌ها و مراسم و باورهای بنیادی، پژوهشی دربارهٔ دین‌های ایران باستان (۱۳۸۲، تهران: سخن)
- دین و فرهنگ ایرانی پیش از عصر زرتشت (۱۳۸۲، تهران: سخن)
- جشن‌های آب: نوروز، سوابق تاریخی تا امروز، جشن تیرگان و آب پاشان، آبریزگان همراه با گزارش‌هایی دربارهٔ آداب و رسوم ملی و دینی زرتشتیان
- زرتشت پیامبر ایران باستان
- فرهنگ نام‌های اوستا: در ۳جلد سال ۱۳۴۲ انتشارات فروهر
- ، «آیین مهر»،
- «گاهشماری جشن‌های ایران باستان»،
- «آیین زروانی»،
- «دین و فرهنگ ایرانی در عهد اوستایی»،
- «ازدواج مقدس»،
- «تاریخ زرتشتیان»،
- «جشن‌های آتش»،
- «جشن‌های گاهنبار»،
- «معاد و آخرت‌شناسی در ایران باستان»،
- «آموزش خط میخی»

### ترجمه
- «اوستا، (ترجمه و شرح، ۲ جلدی)»
- «آیین پر رمز و راز میترایی: فرانس کومون، ۲ جلدی، تهران: بهجت».
- وندیداد (ترجمه، شرح، واژه‌نامه در ۲ جلد)
- سه رساله دربارهٔ تئوری میل جنسی: زیگموند فروید
- پیدایش روانکاوی: زیگموند فروید
- آینده یک پندار: زیگموند فروید
- اصول روانکاوی: زیگموند فروید
- روانکاوی برای همه: زیگموند فروید